# 5 februari
5 februari is de 36ste dag van het jaar in de gregoriaanse kalender. Hierna volgen nog 329 dagen (330 dagen in een schrikkeljaar) tot het einde van het jaar.

## Gebeurtenissen
- Algemeen
  - 62 - Aardbeving in Pompeï, Italië
  - 1783 - Aardbeving in de omgeving van Monteleone in Italië om 7 uur ’s avonds, met 26.750 doden
  - 1831 - De 29-jarige Nederlandse marineofficier Jan van Speijk laat zijn eigen kanonneerboot vol munitie exploderen in de haven van Antwerpen om te voorkomen dat het in handen zou vallen van de Belgen; dat was tijdens de Belgische Onafhankelijkheidsoorlog.
  - 1958 - De Amerikaanse luchtmacht verliest een atoombom voor de kust van Georgia, deze bom is nog steeds niet teruggevonden.
  - 1963 - Premier Youssouf Al-Abi in Algerije wordt vervolgd voor het achterhouden van staatsgeld, en krijgt levenslang.
  - 1971 - De brand in het station van Luzern (Zwitserland) verwoest het hele gebouw.
  - 1988 - Manuel Noriega wordt beschuldigd van drugshandel en witwassen van geld.
  - 1995 - De dienstplicht in België wordt afgeschaft.
  - 2010 - Deense commando’s gaan aan boord van een schip dat even daarvoor geënterd is door gewapende Somalische piraten. De troepen bevrijden de 25 bemanningsleden.
- Criminaliteit en veiligheid
  - 1989 - De gemeenteraad van Gela op Sicilië besluit in de hele stad tv-camera's te plaatsen in een poging het aantal mafiamoorden in te dammen.
  - 2013 - Zes weken na de dodelijke groepsverkrachting van een 23-jarige studente in de Indiase hoofdstad New Delhi start de rechtszaak tegen vijf van de vermoedelijke verkrachters. Het proces vindt plaats achter gesloten deuren.
- Gezondheid
  - 2005 - In de provincie Groningen barst een discussie los over de veiligheid en gezondheidsrisico's van de oude smeerpijp die aan het begin van de 20e eeuw is aangelegd tussen de stad Groningen en Delfzijl. Er bestaan ernstige vermoedens dat de pijp, die sinds 1979 niet meer wordt gebruikt, lek is en dat daardoor kwik en andere giftige stoffen vrijkomen.
- Kunst en cultuur
  - 1654 - Tweede en laatste opvoering van Vondels treurspel Lucifer. De autoriteiten verbieden verdere voorstellingen en het stuk blijft bijna twee eeuwen weg van het toneelpodium.
- Media
  - 2024 - NTR zendt op NPO 2 het televisieprogramma Buiten Beeld uit. Presentator Coen Verbraak praat met mensen die bij de televisie werken over grensoverschrijdend gedrag. De aanleiding hiervoor is het onderzoek van de Commissie Van Rijn naar de misstanden en werkcultuur bij de publieke omroep.[1]
- Muziek
  - 2021 - De Nederlandse rockband Golden Earring maakt bekend dat ze er na 60 jaar mee stoppen, reden is dat mede-oprichter George Kooymans ernstig ziek is.[2]
  - 2024 - Bij de uitreiking van de Grammy Awards in Los Angeles (Verenigde Staten) domineren vrouwen met twee prijzen voor zowel Billie Eilish als Taylor Swift.[3]
- Politiek
  - 1818 - In Zweden begint de heerschappij van het Huis Bernadotte.
  - 1917 - De Mexicaanse grondwet treedt in werking.
  - 1958 - Nasser wordt president van de Verenigde Arabische Republiek.
  - 2003 - De Amerikaanse minister van Buitenlandse Zaken, Colin Powell, presenteert in New York voor de VN Veiligheidsraad "bewijzen" dat Irak over massavernietigingswapens zou beschikken.
  - 2013 - President Mahmoud Ahmadinejad van Iran bezoekt zijn collega Mohamed Morsi van Egypte. Het is het eerste officiële bezoek van een Iraans staatshoofd aan Egypte sinds 1980.
  - 2013 - Het Britse Lagerhuis stemt een wetsontwerp goed dat het homohuwelijk mogelijk maakt.
  - 2025 - Het parlement van Georgië annuleert de mandaten van 49 leden van de oppositie in de nasleep van de verkiezingen van oktober 2024. Een derde van het parlement blijft daardoor leeg. (Lees verder)
- Recreatie
  - 1998 - In Six Flags America wordt de attractie ROAR geopend.
  - 2005 - De Efteling ontvangt de THEA Classic Award, een 'lifetime achievement award’ in de entertainmentwereld. De Efteling is het tweede park ter wereld dat deze oeuvreprijs krijgt, na het Tivoli in Kopenhagen (Denemarken).
- Religie
  - 1932 - Benoeming van Guillaume Lemmens tot bisschop-coadjutor met recht van opvolging van Roermond in Nederland.
  - 2013 - De rooms-katholieke Sint-Clemenskerk in Nes op Ameland wordt door brand verwoest.
- SportIrene Schouten
wint goud in 2022 tijdens de Olympische Winterspelen

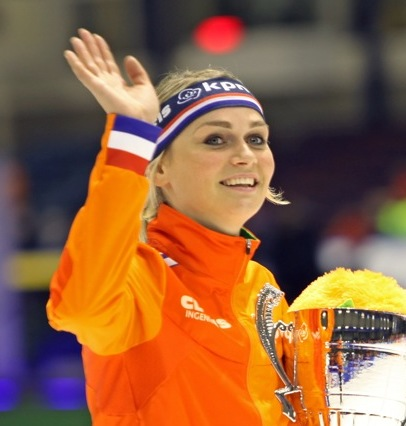
Irene Schouten
wint goud in 2022 tijdens de Olympische Winterspelen

  - 1945 - Oprichting van de Ecuadoraanse voetbalclub Sociedad Deportiva Aucas.
  - 1965 - Voetballer Stanley Matthews (50) speelt zijn laatste wedstrijd in de Engelse hoogste klasse.
  - 1988 - Zwemmer Michael Groß brengt in Parijs het Europese record op de 200 meter vrije slag kortebaan (25 meter) op 1.44,14.
  - 1989 - Emiel Mellaard verbetert in Den Haag het Nederlands indoorrecord verspringen met een afstand van 8,23 meter.
  - 1997 - Bij wereldbekerwedstrijden in Imperia brengt Denis Pankratov het wereldrecord op de 100 meter vlinderslag kortebaan (25 meter) op 51,93.
  - 2011 - "Marathonman" Stefaan Engels loopt in Barcelona zijn 365e marathon op 365 dagen, een absoluut wereldrecord.
  - 2022 - Irene Schouten wint voor Nederland de eerste gouden medaille tijdens de Olympische Winterspelen 2022. Ze wint op de 3000 meter schaatsen in een nieuwe Olympisch Record tijd van 3:56.93.
  - 2022 - Suzanne Schulting rijdt bij de Olympische Winterspelen 2022 een nieuw Olympisch Record bij de 500m shorttrack schaatsen. Ze komt tot een tijd van 42.379s.
  - 2022 - Het gemengde estafette shorttrack schaatsteam rijdt met 2:36.437 een nieuw Olympisch Record bij de Olympische Winterspelen 2022.

- Wetenschap en technologie
  - 1971 - Antares, de maanlander van de Apollo 14, landt op de maan.[4]
  - 2022 - De planetoïde (20) Massalia is in oppositie met de zon.[5][6]

## Geboren

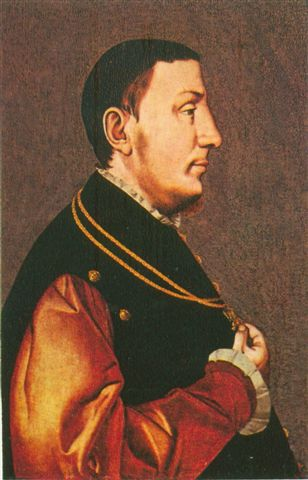
René van Châlon
geboren in 1519

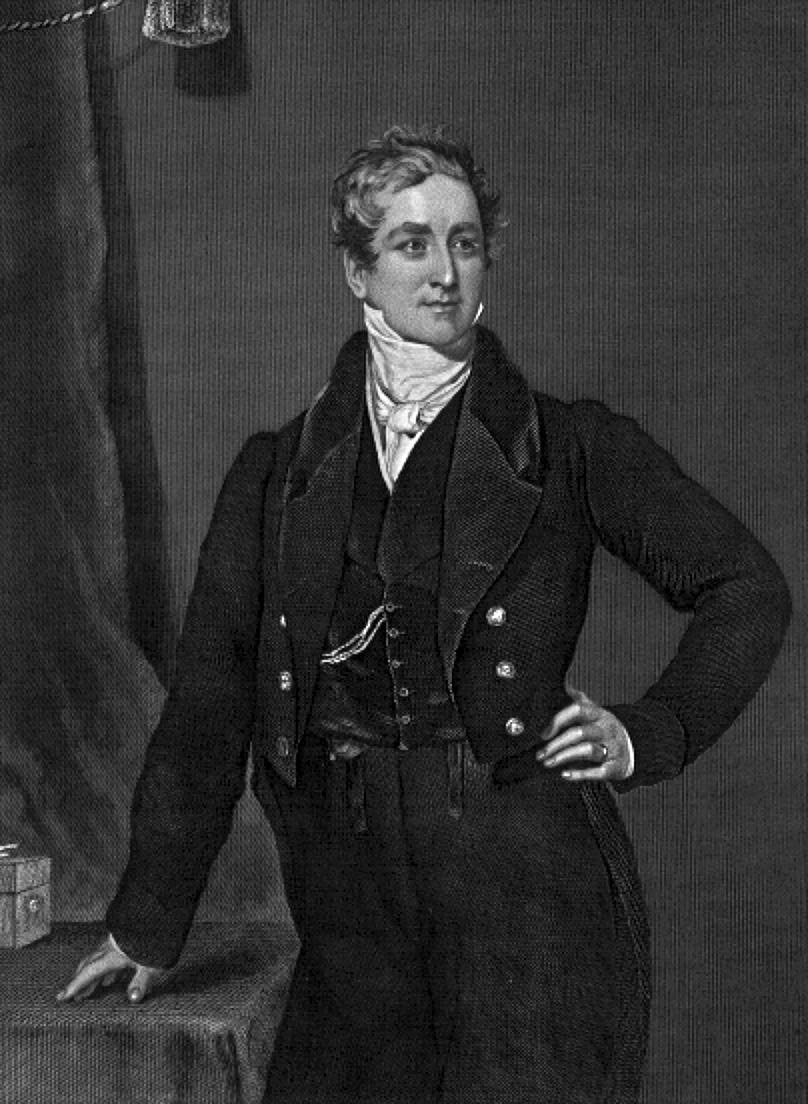
Sir Robert Peel
geboren in 1788

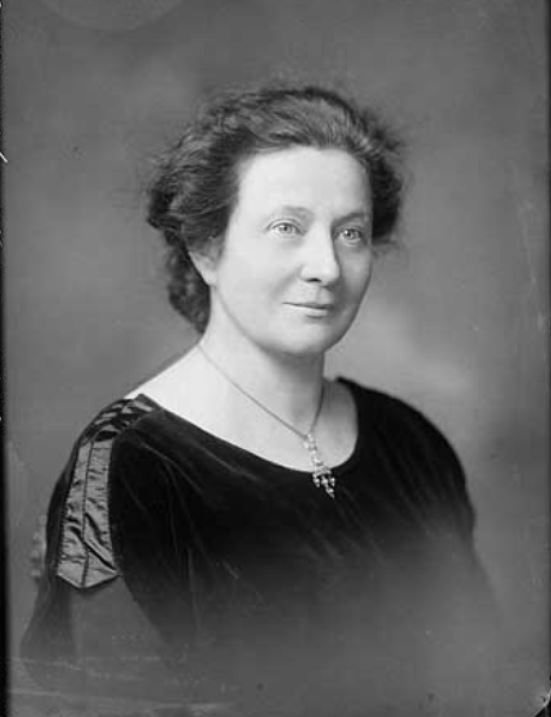
Františka Plamínková
geboren in 1875

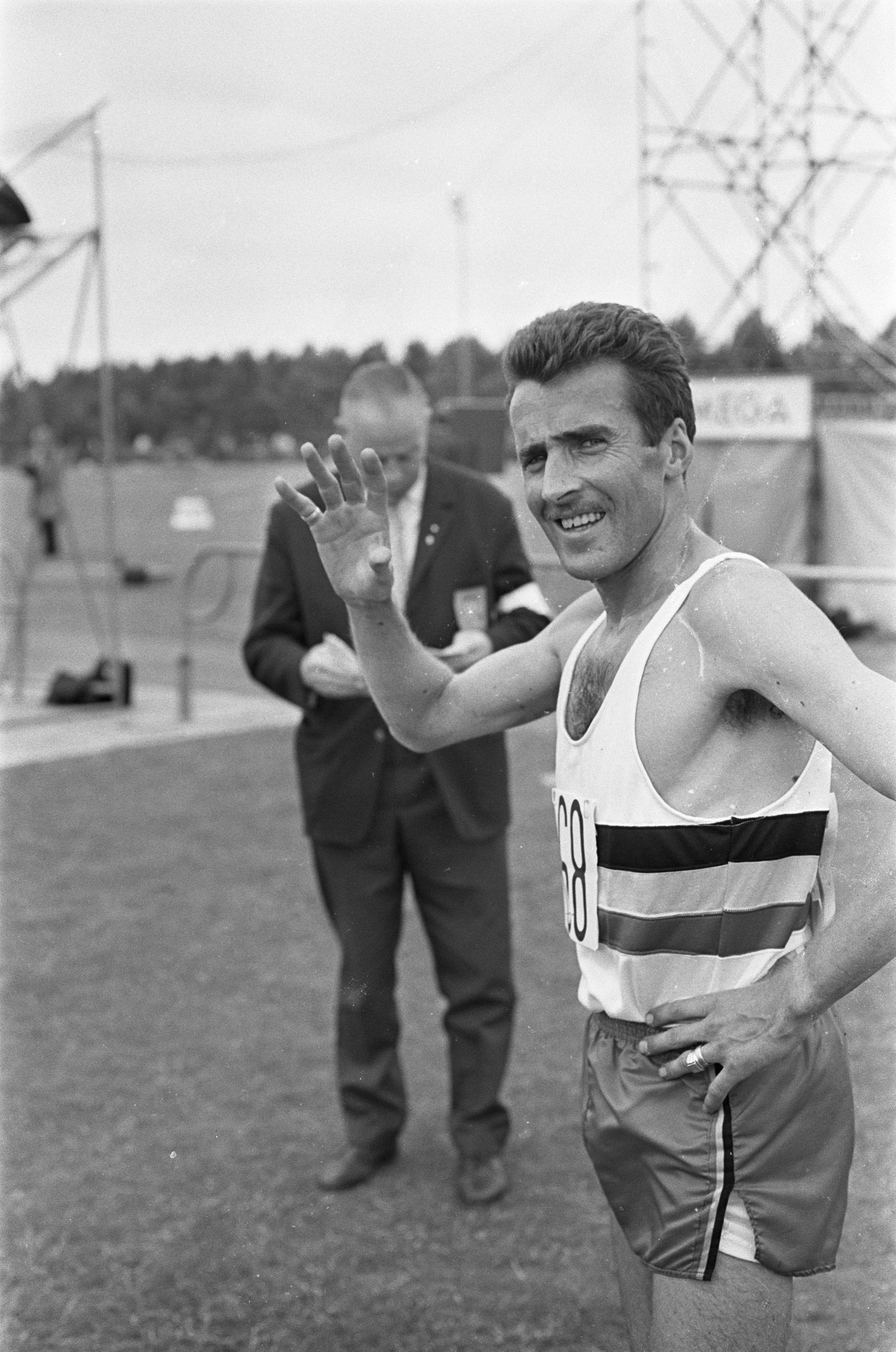
Gaston Roelants
geboren in 1937

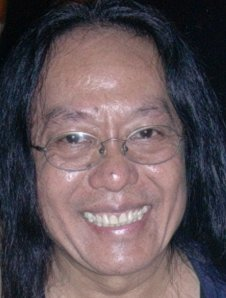
Freddie Aguilar
geboren in 1953

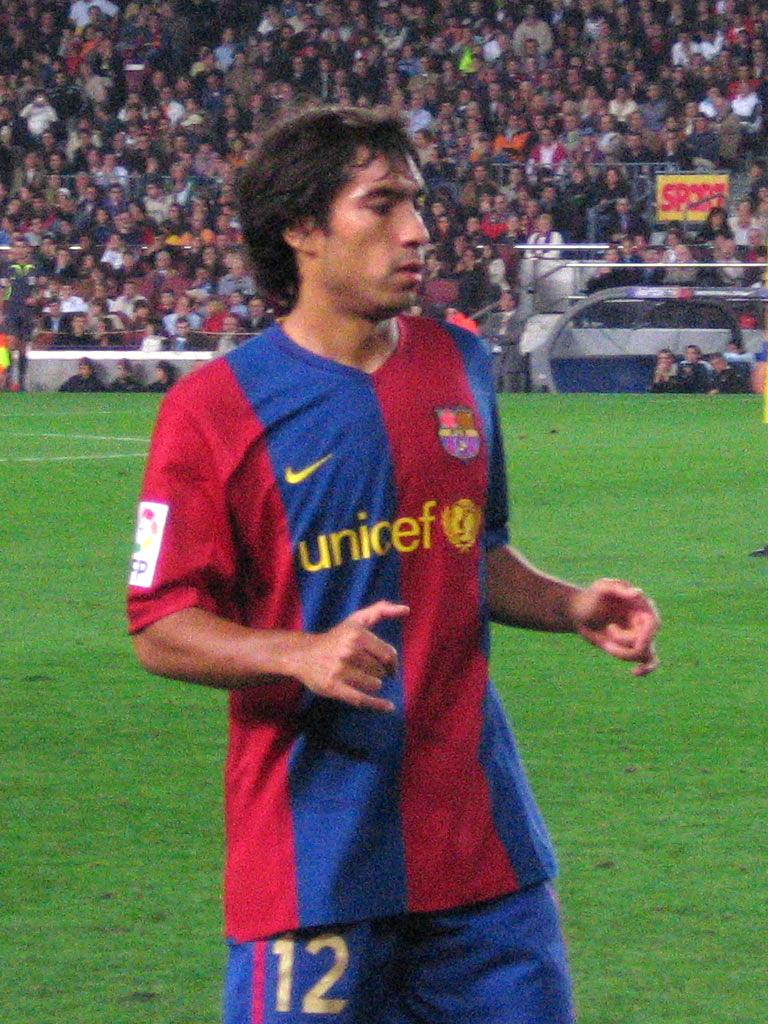
Giovanni van Bronckhorst
geboren in 1975

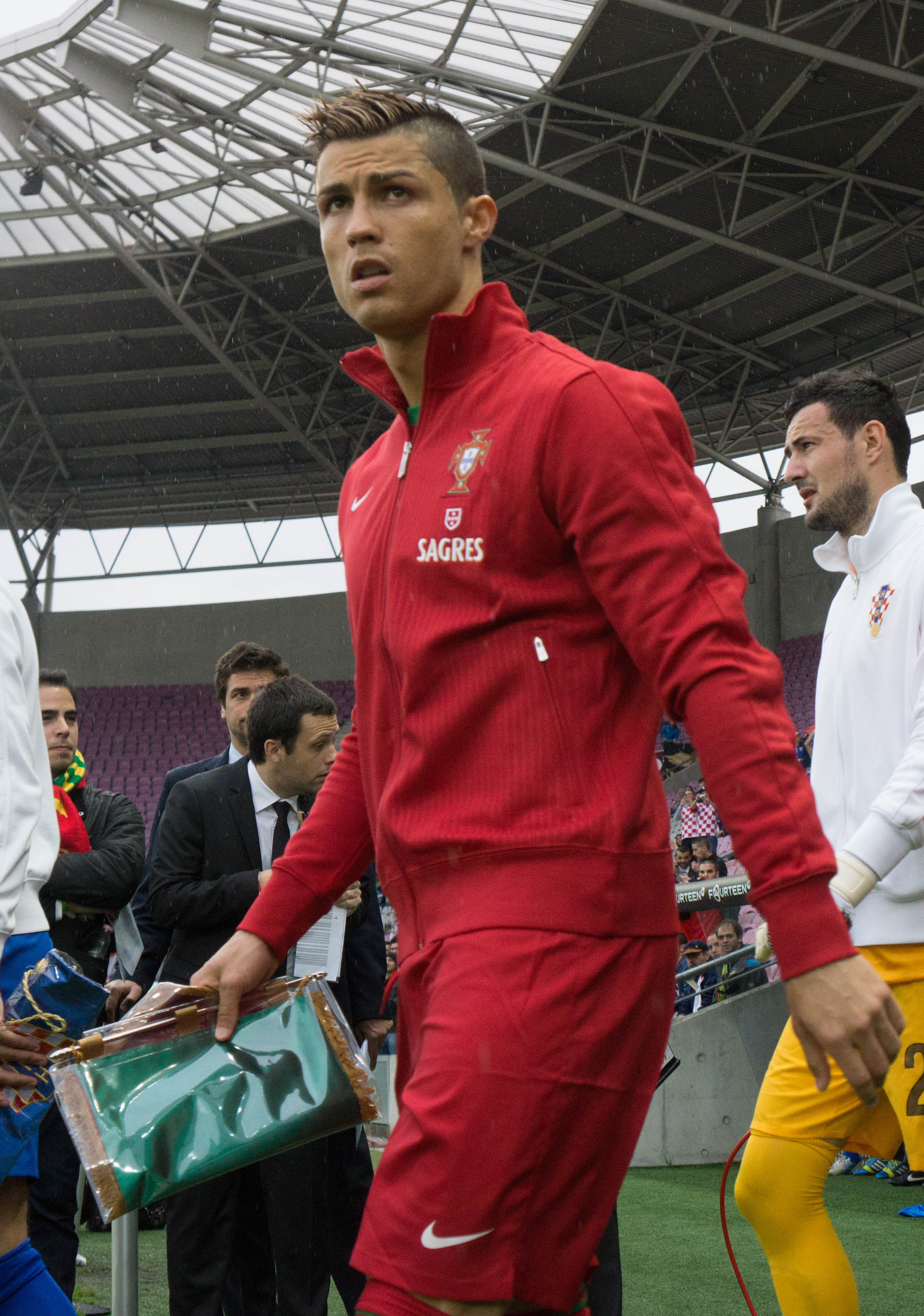
Cristiano Ronaldo
geboren in 1985

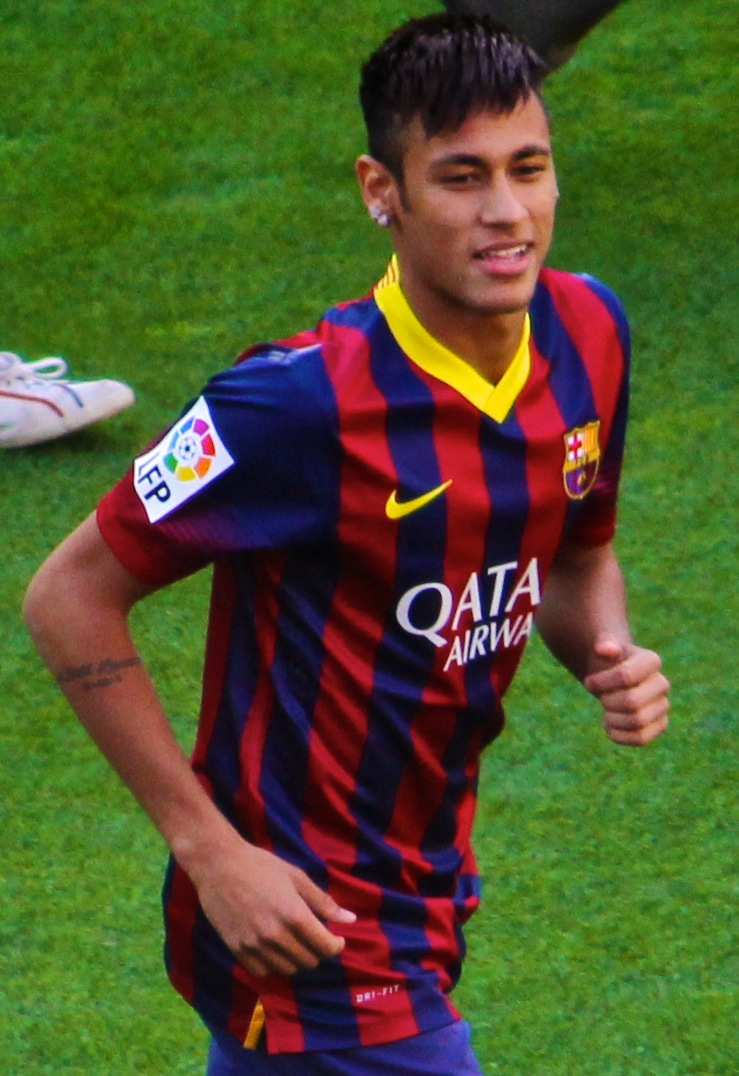
Neymar
geboren in 1992

- 1519 - René van Chalon, Stadhouder van Holland, Zeeland, Utrecht en Gelre (overleden 1544)
- 1589 - Honorat de Bueil, Frans toneelschrijver en dichter (overleden 1670)
- 1748 - Christian Gottlob Neefe, Duits componist, dirigent en leraar van Beethoven (overleden 1798)
- 1779 - François Van Campenhout, Belgisch zanger en componist van de Brabançonne (overleden 1848)
- 1788 - Robert Peel, Brits premier (overleden 1850)
- 1799 - John Lindley, Engels botanicus (overleden 1865)
- 1808 - Carl Spitzweg, Duits kunstschilder en dichter (overleden 1885)
- 1810 - Ole Bull, Noors componist (overleden 1880)
- 1840 - John Boyd Dunlop, Schots ontwikkelaar van de rubberen band (overleden 1921)
- 1840 - Hiram Stevens Maxim, Amerikaans-Engels uitvinder van de Maxim-machinegeweer (overleden 1916)
- 1844 - Aristide Rinaldini, Italiaans nuntius in België en curiekardinaal (overleden 1920)
- 1848 - Joris-Karl Huysmans, Frans literator (overleden 1907)
- 1848 - Belle Starr, Amerikaans outlaw (overleden 1889)
- 1856 - Thomas Louis Heylen, Belgisch bisschop van Namen (overleden 1941)
- 1856 - Temme Reitsema, Nederlands architect (overleden 1941)
- 1862 - Aleksander Kakowski, Pools kardinaal-aartsbisschop van Warschau (overleden 1938)
- 1867 - Casper Andries Lingbeek, Nederlands priester en politicus (overleden 1939)
- 1868 - Lodewijk Mortelmans,  Belgisch musicus, componist, muziekpedagoog, dirigent en organist (overleden 1952)
- 1875 - Františka Plamínková, Tsjechisch vrouwenkiesrechtactiviste en politica (overleden 1942)
- 1876 - Jan Prins, Nederlands dichter en vertaler (overleden 1948)
- 1878 - André Citroën, Frans autofabrikant (overleden 1935)
- 1880 - Gabriel Voisin, Frans luchtvaartpionier (overleden 1973)
- 1894 - Frederick Morgan, Brits militair (overleden 1967)
- 1897 - Anton von Arco auf Valley, Duits moordenaar (overleden 1945)
- 1897 - Dirk Stikker, Nederlands zakenman en politicus (overleden 1979)
- 1898 - Jeanne Bieruma Oosting, Nederlands beeldend kunstenares (overleden 1994)
- 1900 - Ludovico Bidoglio, Argentijns voetballer (overleden 1970)
- 1900 - Adlai Stevenson II, Amerikaans politicus en diplomaat (overleden 1965)
- 1901 - Luc Indestege, Belgisch dichter en schrijver (overleden 1974)
- 1906 - John Carradine, Amerikaans acteur (overleden 1988)
- 1907 - Jan Klaasesz Nederlands gouverneur van Suriname (overleden 1997)
- 1907 - Pierre Pflimlin, premier van Frankrijk (overleden 2000)
- 1908 - Marie Baron, Nederlands zwemster (overleden 1948)
- 1910 - Ida Degrande, Belgisch atlete (overleden ??)
- 1910 - Francisco Varallo, Argentijns voetballer (overleden 2010)
- 1914 - William S. Burroughs, Amerikaans schrijver (overleden 1997)
- 1914 - Alan Lloyd Hodgkin, Brits natuurkundige en Nobelprijswinnaar (overleden 1998)
- 1915 - Robert Hofstadter, Amerikaans atoomfysicus (overleden 1990)
- 1918 - Vincenzo Fagiolo, Italiaans curiekardinaal (overleden 2000)
- 1919 - Andreas Papandreou, Grieks premier (1981-1989 en 1993-1996) (overleden 1996)
- 1921 - Ken Adam, Brits filmproductie-designer (overleden 2016)
- 1921 - Marion Eames, Welsh romanschrijfster (overleden 2007)
- 1921 - Sir John Pritchard, Engels dirigent (overleden 1989)
- 1921 - Lise Thiry, Belgisch virologe en politica (overleden 2024)
- 1922 - Alain de Changy, Belgisch autocoureur (overleden 1994)
- 1923 - Lucas van der Land, Nederlands politicoloog (overleden 1984)
- 1927 - Dan Ekner, Zweeds voetballer (overleden 1975)
- 1927 - Ella Snoep, Nederlands actrice (overleden 2009)
- 1928 - Piet Bultiauw, Belgisch atleet (overleden 2020)
- 1928 - Nic. Tummers, Nederlands beeldhouwer, architect en politicus (overleden 2020)
- 1929 - Hal Blaine, Amerikaans drummer (overleden 2019)
- 1929 - Fred Sinowatz, Oostenrijks ambtenaar en politicus (o.a. bondskanselier 1983-1986) (overleden 2008)
- 1931 - Wim van Eekelen, Nederlands politicus (overleden 2025)
- 1932 - Cesare Maldini, Italiaans voetballer en voetbalcoach (overleden 2016)
- 1934 - Hank Aaron, Amerikaans honkballer (overleden 2021)
- 1937 - Gaston Roelants, Belgisch atleet
- 1938 - Ramón de Algeciras, Spaans flamenco-gitarist (overleden 2009)
- 1939 - Robert Hansen, Amerikaans seriemoordenaar (overleden 2014)
- 1939 - Paul L. Smith, Amerikaans acteur (overleden 2012)
- 1939 - Gaston Van Camp, Belgisch schrijver (overleden 2022)
- 1939 - Evžen Zámečník, Tsjechisch componist, dirigent en musicus (overleden 2018)
- 1940 - Hansruedi Giger, Zwitsers grafisch kunstenaar (overleden 2014)
- 1940 - Barry Hoban, Brits wielrenner (overleden 2025)
- 1940 - Panamarenko, Belgisch kunstenaar (overleden 2019)
- 1941 - Rick Laird, Iers jazzmuzikant (overleden 2021)
- 1941 - David Selby, Amerikaans acteur
- 1941 - Barrett Strong, Amerikaans soulzanger en tekstdichter (overleden 2023)
- 1942 - Jaap Blokker, Nederlands zakenman (overleden 2011)
- 1943 - Nolan Bushnell, Amerikaans videogame-pionier
- 1944 - Al Kooper, Amerikaans muzikant, liedschrijver en muziekproducent
- 1944 - Wim Kras, Nederlands voetballer (overleden 2023)
- 1944 - Dominique Lecourt, Frans filosoof (overleden 2022)
- 1945 - Sarah Weddington, Amerikaans advocate en hoogleraar (overleden 2021)
- 1946 - Charlotte Rampling, Brits actrice
- 1947 - Eduardo Antunes Coimbra (Edu), Braziliaans voetballer en trainer
- 1947 - Mary Cleave, Amerikaans ruimtevaarder (overleden 2023)
- 1947 - Rikkert Zuiderveld, Nederlands zanger en schrijver
- 1948 - Elco Brinkman, Nederlands politicus
- 1948 - Sven-Göran Eriksson, Zweeds voetbaltrainer (overleden 2024)
- 1948 - Violet Falkenburg, Nederlands radio- en tv-presentatrice
- 1948 - Tom Wilkinson, Brits acteur (overleden 2023)
- 1949 - Kurt Beck, Duits politicus
- 1951 - John Callahan, Amerikaans cartoonist en muzikant (overleden 2010)
- 1951 - Marc Smet, Belgisch atleet
- 1953 - Freddie Aguilar, Filipijns muzikant (overleden 2025)
- 1953 - Peter Arntz, Nederlands voetballer
- 1953 - Gustavo Benítez, Paraguayaans voetballer en voetbalcoach
- 1954 - Cliff Martinez, Amerikaans drummer en filmcomponist
- 1957 - Gemma van Eck, Nederlands zangeres (Babe)
- 1957 - Paolo Rosola, Italiaans wielrenner
- 1961 - Ronnie Baxter, Engels darter
- 1961 - Tim Meadows, Amerikaans acteur en komiek
- 1961 - Guy Namurois, Belgisch atleet (overleden 2012)
- 1962 - Jennifer Jason Leigh, Amerikaans actrice
- 1963 - Connie Meijer, Nederlands wielrenner (overleden 1988)
- 1964 - Carolina Morace, Italiaans voetbalster en voetbalcoach
- 1965 - Daan Ekkel, Nederlands acteur en programmamaker
- 1965 - Quique Sánchez Flores, Spaans voetballer en voetbalcoach
- 1965 - Emilie Gordenker, Amerikaans Nederlands kunsthistorica en museumdirectrice
- 1965 - Gheorghe Hagi, Roemeens voetballer
- 1967 - Marc Hallemeersch, Belgisch atleet
- 1968 - Henrik Hedman, Zweeds ondernemer en autocoureur
- 1969 - Bobby Brown, Amerikaans zanger
- 1969 - Michael Sheen, Welsh acteur
- 1970 - Astrid Kumbernuss, Duits atlete
- 1971 - Pete Cipollone, Amerikaans stuurman bij het roeien
- 1972 - Mary Donaldson, Australisch echtgenote van de Deense koning Frederik X
- 1973 - Trijntje Oosterhuis, Nederlands zangeres
- 1974 - Jesper Blomqvist, Zweeds voetballer
- 1974 - Hendrik Van Dyck, Belgisch wielrenner
- 1974 - Sibelis Veranes, Cubaans judoka
- 1975 - Nordin Jbari, Belgisch voetballer
- 1975 - Brainpower (Gertjan Mulder), Nederlands rapper
- 1975 - Giovanni van Bronckhorst, Nederlands voetballer
- 1976 - Janine Abbring, Nederlands programmamaakster en presentatrice
- 1976 - John Aloisi, Australisch voetballer
- 1976 - Laid Bessou, Algerijns atleet
- 1976 - Sione Jongstra, Nederlands triatlete
- 1979 - Mirko Hrgović, Bosnisch-Kroatisch voetballer
- 1979 - Ruth Lasters, Belgisch schrijfster en dichteres
- 1979 - Maarten Solleveld, Nederlands schaker
- 1980 - Markel Irizar, Spaans wielrenner
- 1980 - Paul Kirui, Keniaans atleet
- 1982 - Christian Duma, Duits atleet
- 1982 - Rodrigo Palacio, Argentijns voetballer
- 1982 - Liliana Popescu, Roemeens atlete
- 1982 - Mikuru Suzuki, Japans dartster
- 1983 - Elkanah Angwenyi, Keniaans atleet
- 1983 - Tiffany Ross-Williams, Amerikaans atlete
- 1983 - Vanessa Rousso, Amerikaans-Frans pokerspeelster
- 1984 - Ludovic Sylvestre, Frans voetballer
- 1984 - Carlos Tévez, Argentijns voetballer
- 1985 - Robert Lijesen, Nederlands zwemmer
- 1985 - Cristiano Ronaldo, Portugees voetballer
- 1985 - Julia Dachez [fr], Frans autisme-activiste en schrijfster
- 1986 - Niels Albert, Belgisch veldrijder
- 1986 - Vedran Ćorluka, Bosnisch-Kroatisch voetballer
- 1986 - José Carlos Herrera, Mexicaans atleet
- 1986 - Roger Kluge, Duits baan- en wegwielrenner
- 1986 - Janne Korpi, Fins snowboarder
- 1986 - Jānis Strenga, Lets bobsleeër
- 1987 - Chinedu Ede, Duits voetballer
- 1988 - Oleksij Bytsjenko, Oekraïens-Israëlisch kunstschaatser
- 1988 - Natalie Geisenberger, Duits rodelaarster
- 1989 - Edoardo Giorgetti, Italiaans zwemmer
- 1989 - Jeremy Sumpter, Amerikaans acteur
- 1990 - Charlbi Dean, Zuid-Afrikaans actrice en model (overleden 2022)
- 1990 - Pieter Verelst, Belgisch acteur en cabaretier
- 1992 - Neymar, Braziliaans voetballer
- 1992 - Kejsi Tola, Albanees zangeres
- 1992 - Stefan de Vrij, Nederlands voetballer
- 1992 - Carina Vogt, Duits schansspringster
- 1994 - Joram Kaat, Nederlands presentator
- 1994 - Lena Petermann, Duits voetbalster
- 1994 - Li Xuanxu, Chinees zwemster
- 1995 - Adnan Januzaj, Belgisch voetballer
- 1995 - Andrine Tomter, Noors voetbalster
- 1997 - Delphine Cascarino, Frans voetbalster
- 1997 - Estelle Cascarino, Frans voetbalster
- 1997 - Senna Miangue, Belgisch voetballer
- 1998 - Dante Wammes, Nederlands voetbalster
- 2001 - Ilias Takidine, Belgisch voetballer
- 2002 - Andrea Piras, Italiaans wielrenner
- 2003 - María Ólafsdóttir Grós, IJslands voetbalster
- 2003 - Gabriele Raccagni, Italiaans wielrenner

## Overleden

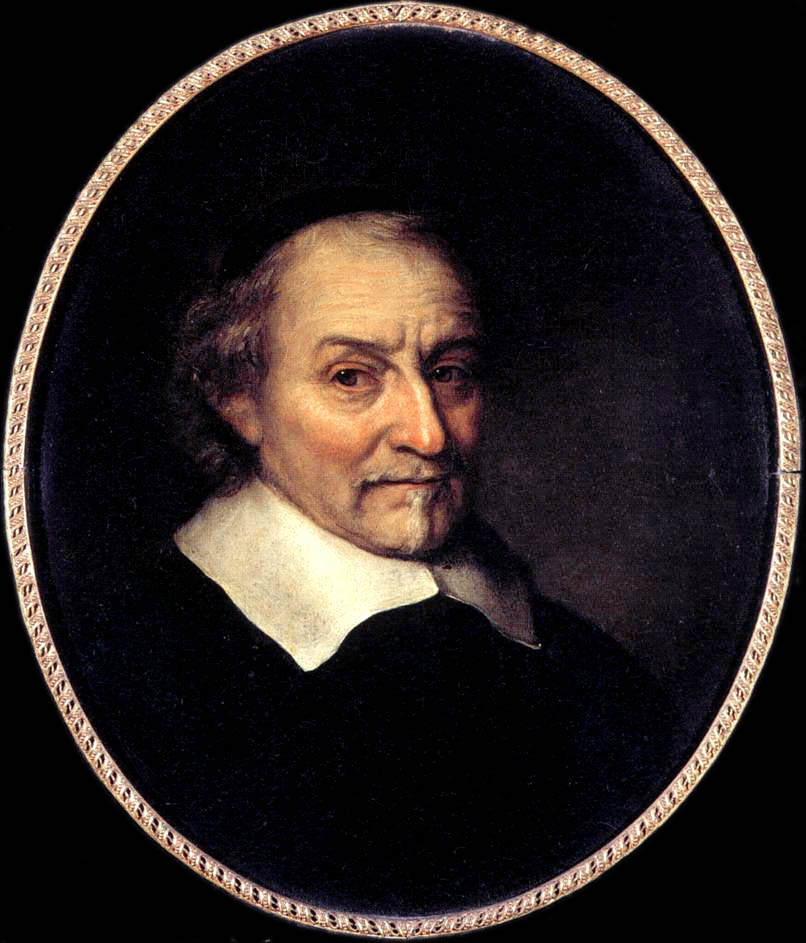
Joost van den Vondel
overleden in 1679

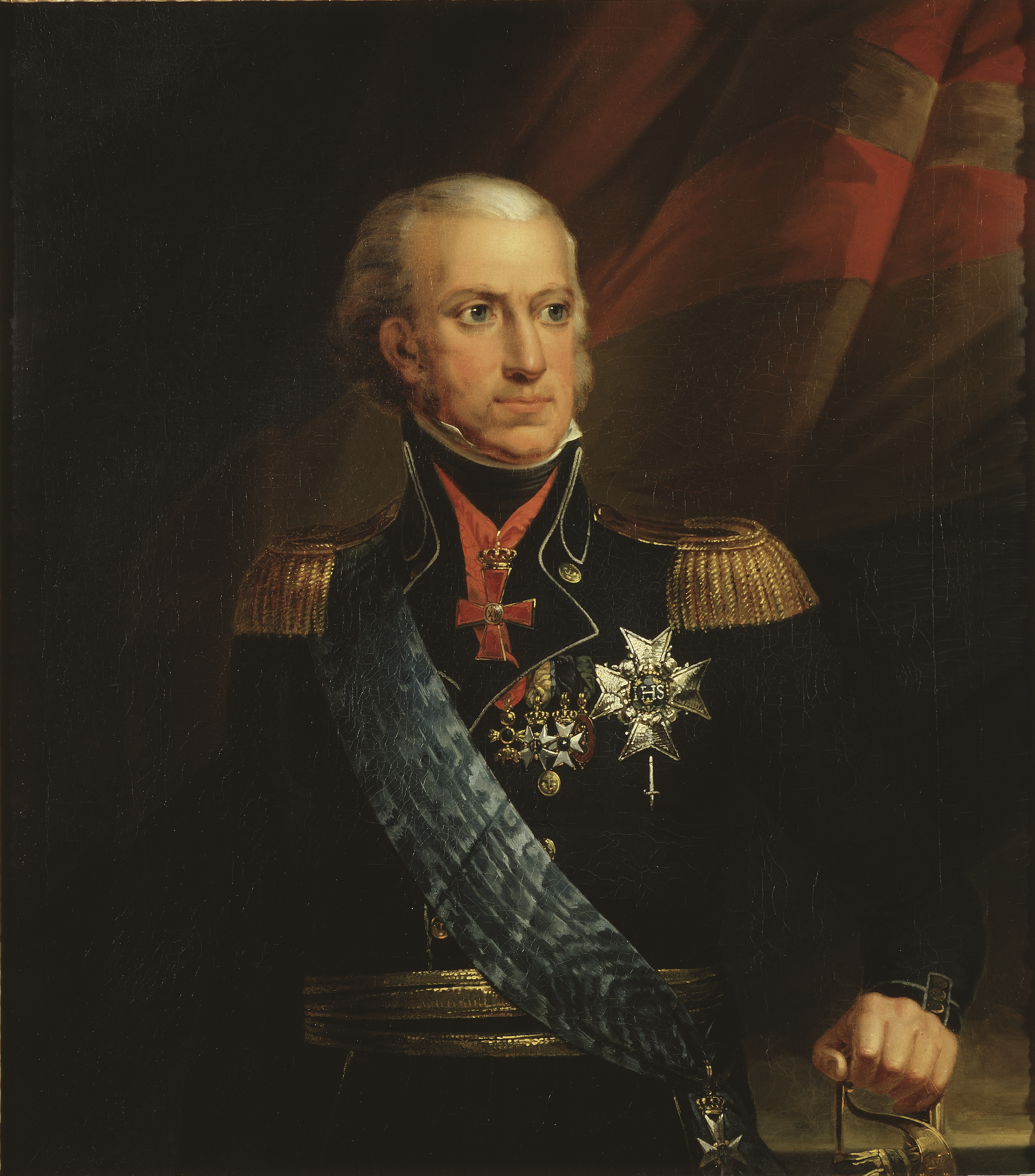
Karel XIII van Zweden
overleden in 1818

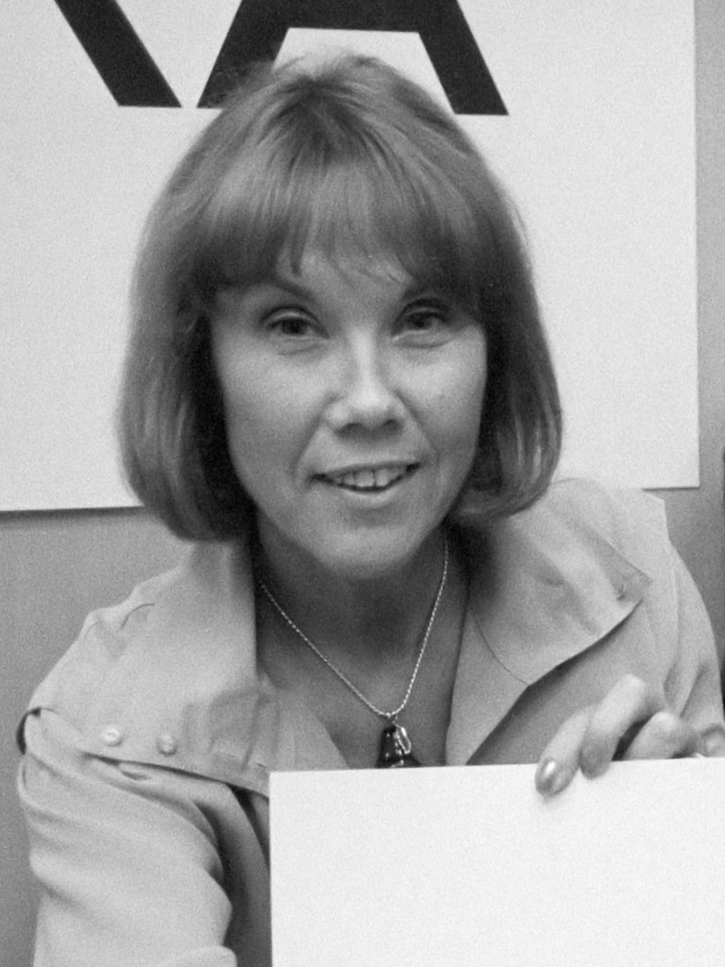
Letty Kosterman
overleden in 2017

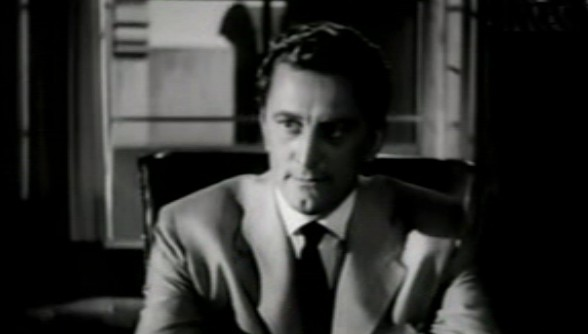
Kirk Douglas
overleden in 2020

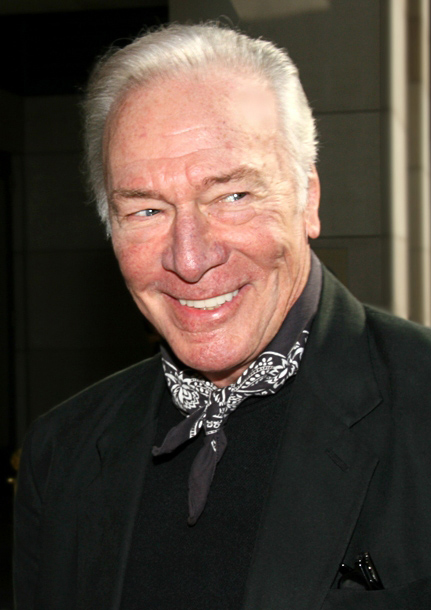
Christopher Plummer
overleden in 2021

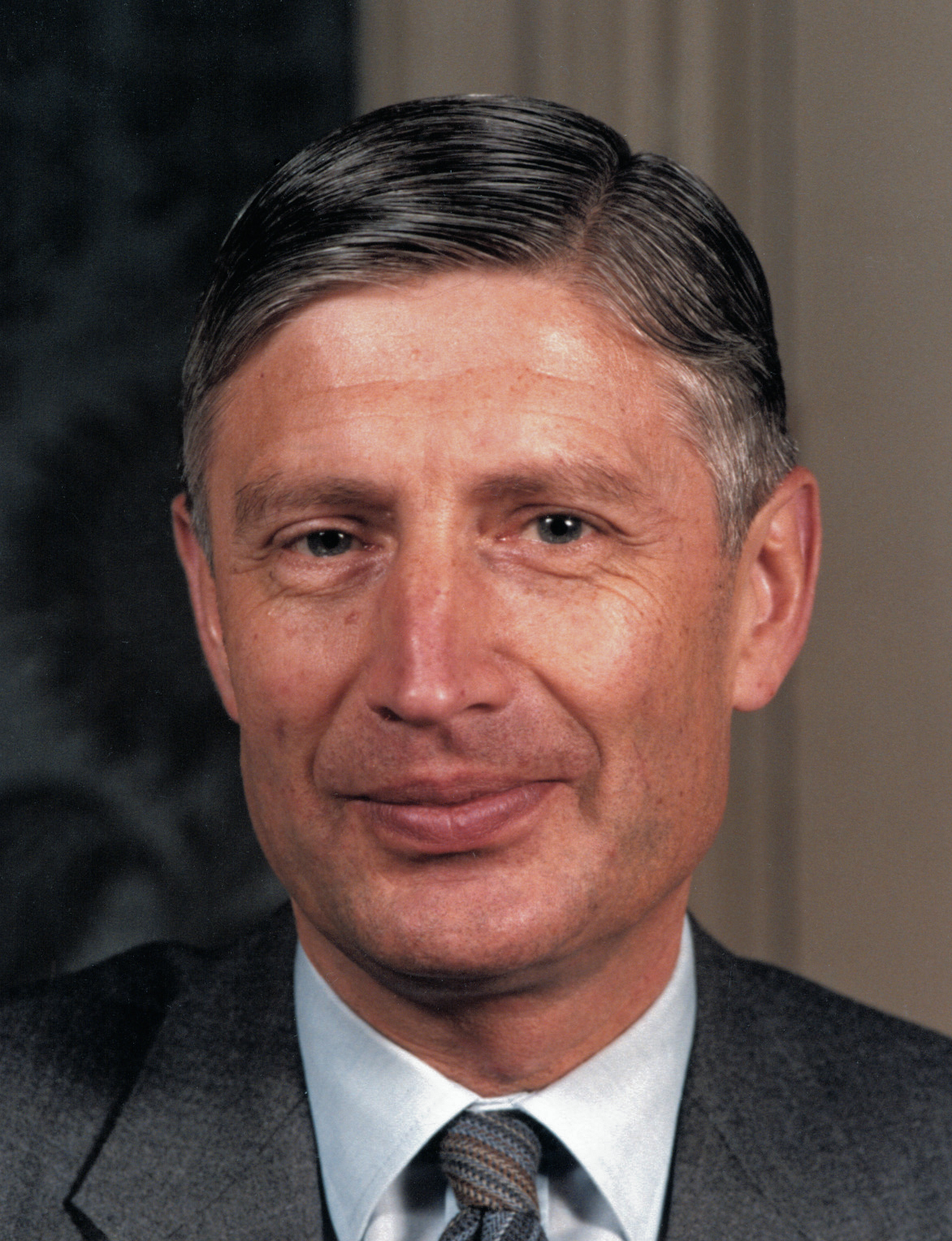
Dries van Agt
overleden in 2024

- 251 - Agatha van Sicilië (26), maagd en martelares
- 523 - Avitus (± 63), bisschop van Vienne
- 1600 - Gerard van Houwelingen (± 40), Bossche luitenant in Spaanse dienst
- 1679 - Joost van den Vondel (91), Nederlands dichter en toneelschrijver
- 1754 - Nicolaus Cruquius (75), Nederlands waterbouwkundige en cartograaf
- 1818 - Karel XIII van Zweden (69), Koning van Zweden en Noorwegen
- 1831 - Jan van Speijk (29), Nederlands kanonneerbootcommandant
- 1845 - Robert-Aglaé Cauchoix (68), Frans opticien en instrumentmaker
- 1888 - Anton Mauve (49), Nederlands schilder
- 1907 - Nikolaj Mensjoetkin (64), Russisch scheikundige
- 1919 - William Michael Rossetti, Engels schrijver en criticus
- 1925 - Pablo Ocampo (72), Filipijns jurist en politicus
- 1927 - Hazrat Inayat Khan (44), Indiaas oprichter van het universele soefisme
- 1930 - Frits Bührman (25), Nederlands atleet
- 1946 - George Arliss (77), Brits acteur
- 1948 - Johannes Blaskowitz (64), Duits militair
- 1959 - Curt Sachs (77), Duits musicoloog
- 1962 - Jacques Ibert (71), Frans componist
- 1962 - Gaetano Cicognani (80), Italiaans curiekardinaal
- 1975 - Nilo Murtinho Braga (Nilo) (71), Braziliaans voetballer
- 1977 - Andries Hoogerwerf (70), Nederlands atleet
- 1981 - Barend Barendse (73), Nederlands radio- en televisiepresentator
- 1982 - Wies Moens (84), Belgisch dichter en schrijver
- 1983 - Paul-Willem Segers (82), Belgisch politicus en minister (CVP)
- 1985 - Hans Croon (48), Nederlands voetballer en voetbalcoach
- 1986 - Jean-Claude Bouvy (26), Belgisch-Congolees voetballer
- 1986 - Laurent Merchiers (81), Belgisch politicus, jurist en hoogleraar
- 1988 - Sir Ove Nyquist Arup (92), Engels-Deens ingenieur en stichter van het ingenieursbureau Arup
- 1989 - Wim Hogenkamp (41), Nederlands acteur, zanger en tekstschrijver
- 1991 - Dean Jagger (87), Amerikaans acteur
- 1992 - Hilaire De fauw (69), Belgisch politicus
- 1993 - Joseph L. Mankiewicz (83), Amerikaans schrijver, producer en regisseur
- 1996 - Coen Bekink (73), Nederlands architect en stedenbouwkundige
- 1997 - René Huyghe (90), Frans conservator, kunstpsycholoog en estheticus
- 1998 - Eduardo Francisco Pironio (77), Argentijns curiekardinaal
- 1999 - Toon Kortooms (82), Nederlands schrijver en journalist
- 2000 - Todd Karns (79), Amerikaans acteur
- 2000 - George Koltanowski (96), Belgisch schaker
- 2001 - Freerk Tjaberings (81), Nederlands burgemeester
- 2002 - Fred Hazelhoff (76), Nederlands natuurfotograaf
- 2003 - Bart Verbrugh (86), Nederlands politicus
- 2004 - Sven Agge (78), Zweeds biatleet
- 2004 - John Hench (95), Amerikaans striptekenaar van Mickey Mouse
- 2005 - Gonne Donker (86), Nederlands langebaanschaatsenrijdster
- 2005 - Gnassinbe Eyadéma (67), president van Togo
- 2006 - Ton van Dalen (60), Nederlands voetbalmanager
- 2006 - Khaled al-Fahoum (84), Palestijns politicus en mede-oprichter van de PLO
- 2006 - Kokkie Gilles (87), Nederlands vertrouwelinge van Bernhard van Lippe-Biesterfeld
- 2006 - Sylvain Tack (72), Belgisch ondernemer, radiomaker en uitgever van Joepie
- 2007 - Alfred Worm (61), Oostenrijks journalist
- 2008 - Hendrik Jan van Duren (±70), Nederlands politicus
- 2008 - Maharishi Mahesh Yogi (91), Indiaas goeroe
- 2009 - Anne-Marie Blanc (89), Zwitsers film- en televisieactrice
- 2009 - Frederiek Nolf (21), Belgisch wielrenner
- 2009 - Dana Vávrová (41), Tsjechisch-Duits actrice en regisseur
- 2009 - Andrés Bermúdez Viramontes (58), Mexicaans-Amerikaans politicus en ondernemer
- 2009 - Xiang Yang (49), Amerikaans stamcelonderzoeker
- 2010 - Clarke Scholes (79), Amerikaans zwemmer
- 2011 - Brian Jacques (71), Engels schrijver
- 2011 - Peggy Rea (89), Amerikaans actrice
- 2012 - Jo Zwaan (89), Nederlands atleet
- 2013 - Nel Büch (81), Nederlands atlete
- 2013 - Egil Hovland (88), Noors componist, organist, dirigent en musicus
- 2013 - Paul Tanner (95), Amerikaans componist, trombonist en muziekpedagoog
- 2014 - Robert Dahl (98), Amerikaans politicoloog
- 2015 - Rik Coppens (84), Belgisch voetballer en voetbaltrainer
- 2015 - Val Fitch (91), Amerikaans kernfysicus
- 2016 - Bodil Malmsten (71), Zweeds dichteres en schrijfster
- 2017 - David Axelrod (83), Amerikaans componist, arrangeur en producer
- 2017 - Stephan Diez (63), Duits gitarist
- 2017 - Adele Dunlap (114), Amerikaans supereeuwelinge
- 2017 - Björn Granath (70), Zweeds acteur
- 2017 - Letty Kosterman (81), Nederlands presentatrice
- 2018 - Johannes James (89), Nederlands hoogleraar
- 2020 - Stanley Cohen (97), Amerikaans biochemicus
- 2020 - Kevin Conway (77), Amerikaans acteur
- 2020 - Kirk Douglas (103), Amerikaans acteur
- 2020 - Eddy Grootes (83), Nederlands letterkundige
- 2020 - Beverly Pepper (97), Amerikaans kunstschilderes en beeldhouwster
- 2020 - Jacques Waisvisz (101), Nederlands Engelandvaarder en scheikundige
- 2021 - Josef Benz (76), Zwitsers bobsleeër
- 2021 - Christopher Plummer (91), Canadees acteur en toneelschrijver
- 2021 - Butch Reed (66), Amerikaans worstelaar
- 2021 - Leon Spinks (67), Amerikaans bokser
- 2021 - Han Urbanus (93), Nederlands honkballer
- 2022 - Rubén Fuentes (95), Mexicaans violist en componist
- 2022 - Boris Melnikov (83), Sovjet-Russisch schermer
- 2022 - Christian Nau (77), Frans zeilwagenracer en auteur
- 2023 - Pervez Musharraf (79), Pakistaans militair en politicus; president 2001-2008
- 2023 - Hsing Yun (95), Chinees boeddhistische monnik
- 2024 - Dries van Agt (93), Nederlands politicus en premier van 1977 tot 1982
- 2024 - Toby Keith (62), Amerikaans countryzanger en acteur
- 2024 - Walter van den Broeck (82), Belgisch schrijver
- 2025 - Irv Gotti (Irving Lorenzo) (54), Amerikaans muziekproducent
- 2025 - Olivier Jansen (66), Nederlands televisieregisseur en -producent
- 2025 - Robert Ian Moore (83), Brits historicus
- 2025 - Mike Ratledge (81), Brits musicus
- 2025 - Marnix Schmidt (70), Nederlands persfotograaf

## Viering/herdenking
- Mexico: Dag van de grondwet
- Rooms-katholieke kalender:

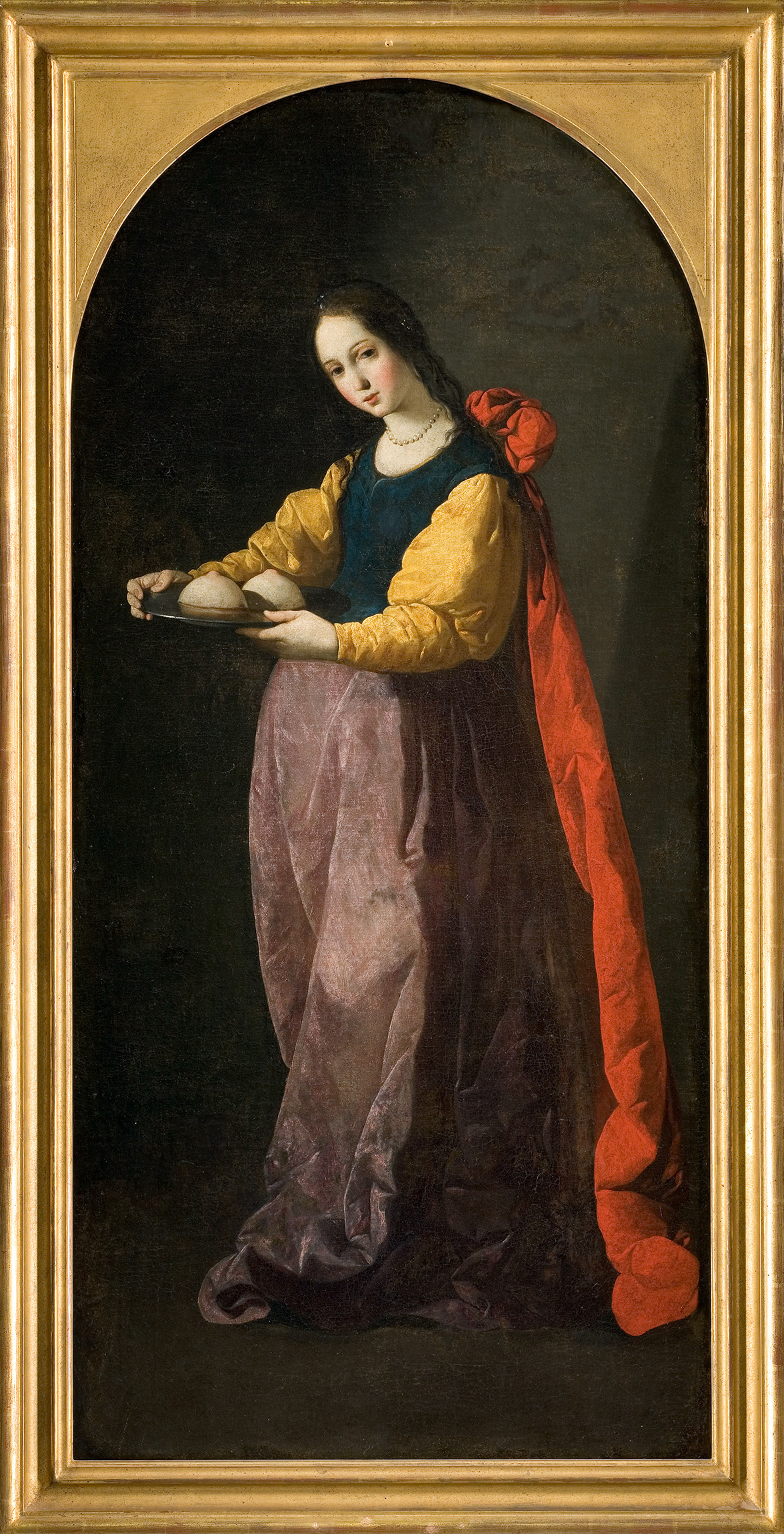
H. Agatha van Sicilië

  - Heilige Agatha van Sicilië († c. 250) - Gedachtenis
  - Heilige Avitus van Vienne († 518)
  - Heilige Bertolf (Bertulfus van Gent) († c. 705)
  - Heilige Buo van Ierland († c. 900)
  - Heilige Fingen van Metz († 1005)
  - Heilige Adelheid van Villich († 1015)
  - Heilige Jakob (aartsvader) († c. 17e eeuw v.Chr.)
  - Heilige Agricola (Agricolaus van Maastricht) († 401 ?)

## Weerextremen

### Nederland
| | Officiële records | Officiële records | Officiële records |      | Landelijke records | Landelijke records | Landelijke records                                                   |
| Gebeurtenis | Jaar              | Extreem           | Locatie           | Jaar | Extreem            | Locatie            |                                                                      |
| --- | ----------------- | ----------------- | ----------------- | ---- | ------------------ | ------------------ | -------------------------------------------------------------------- |
| Laagste etmaalgemiddelde temperatuur (°C) | 1912              | −9,9              | De Bilt           |      | 1912               | −12,8              | Eelde                                                                |
| Hoogste etmaalgemiddelde temperatuur (°C) | 2004              | 12,0              | De Bilt           |      | 2004               | 13,3               | Arcen                                                                |
| Laagste minimumtemperatuur (°C) | 1912              | −15,6             | De Bilt           |      | 1912               | −17,3              | Eelde                                                                |
| Hoogste minimumtemperatuur (°C) | 2004              | 10,6              | De Bilt           |      | 2004               | 12,3               | Maastricht                                                           |
| Laagste maximumtemperatuur (°C) | 1941              | −5,8              | De Bilt           |      | 1912               | −8,5               | Eelde                                                                |
| Hoogste maximumtemperatuur (°C) | 2004              | 14,5              | De Bilt           |      | 1918               | 16,1               | Maastricht                                                           |
| Hoogste uurgemiddelde windsnelheid (m/s) | 1909              | 21,6              | De Bilt           |      | 1909 1958          | 21,6               | De Bilt Leeuwarden                                                   |
| Hoogste windstoot (m/s) | 1999              | 32,0              | De Bilt           |      | 2013               | 64,0               | Hansweert                                                            |
| Langste zonneschijnduur (uur) | 1941              | 8,2               | De Bilt           |      | 1954 2018          | 8,5                | Eelde Eindhoven                                                      |
| Langste neerslagduur (uur) | 1937              | 12,2              | De Bilt           |      | 1980               | 18,4               | Twenthe                                                              |
| Hoogste etmaalsom van de neerslag (mm) | 1980              | 15,7              | De Bilt           |      | 2002               | 27,9               | Hupsel                                                               |
| Laagste etmaalgemiddelde relatieve vochtigheid (%) | 2012              | 67                | De Bilt           |      | 1950 2012          | 58                 | Maastricht Westdorpe                                                 |
| Laagste uurwaarde luchtdruk op zeeniveau (hPa) | 1951              | 975,6             | De Bilt           |      | 1951               | 973,6              | Valkenburg ZH                                                        |
| Hoogste uurwaarde luchtdruk op zeeniveau (hPa) | 2023              | 1043,7            | De Bilt           |      | 2023               | 1044,1             | Hoek van Holland, Vlissingen, Voorschoten, Westdorpe, Wilhelminadorp |
| Officiële records worden altijd gemeten op het KNMI-weerstation in De Bilt. Landelijke records kunnen worden gemeten op elk officieel KNMI-weerstation in Nederland. |                   |                   |                   |      |                    |                    |                                                                      |

Uitzonderlijke gebeurtenissen
- 1825 - Stormvloed van 1825
- 1922 - Officieel laagste minimumtemperatuur in °C van het jaar gemeten in De Bilt: −13,8
- 1941 - Officieel laagste minimumtemperatuur in °C van het jaar gemeten in De Bilt: −11,3
- 1999 - Officieel maandrecord hoogste windstoot in m/s van februari gemeten in De Bilt: 32,0
- 2013 - Landelijk maandrecord hoogste windstoot in m/s van februari gemeten in Hansweert: 64,0
- 2023 - Officieel hoogste uurgemiddelde windsnelheid in m/s van februari dit jaar gemeten in De Bilt: 8,0. Samen met 1 februari en 17 februari
- 2023 - Officieel hoogste uurwaarde luchtdruk op zeeniveau in hPa van het jaar gemeten in De Bilt: 1043,7 (voorlopig)
- 2023 - Landelijk hoogste uurwaarde luchtdruk op zeeniveau in hPa van het jaar gemeten in Hoek van Holland, Vlissingen, Voorschoten, Westdorpe en Wilhelminadorp: 1044,1 (voorlopig)
- 2023 - Officieel hoogste uurwaarde luchtdruk op zeeniveau in hPa van februari dit jaar gemeten in De Bilt: 1043,7
- 2023 - Landelijk hoogste uurwaarde luchtdruk op zeeniveau in hPa van februari dit jaar gemeten in Hoek van Holland, Vlissingen, Voorschoten, Westdorpe en Wilhelminadorp: 1044,1

### België
Dagrecords
- 1917 en 1841 - Laagste etmaalgemiddelde temperatuur −8,8 °C
- 2004 - Hoogste etmaalgemiddelde temperatuur 13,5 °C
- 1912 - Laagste minimumtemperatuur −12,9 °C
- 2004 - Hoogste maximumtemperatuur 14,7 °C
- 1901 - Hoogste etmaalsom van de neerslag 17,5 mm

Uitzonderlijke gebeurtenissen
- 1966 - Maximumtemperatuur tot 14,0 °C in Koksijde en 15,0 °C in Geel.
- 2008 - Een tornado treft Dendermonde met lokale schade. Een andere tornado raakt Lier en veroorzaakt zware schade.
- 2013 - Zowel in Meulebeke als in Oosterzele wordt een tornado waargenomen waardoor er schade ontstaat.

<< · 1 · 2 · 3 · 4 · 5 · 6 · 7 · 8 · 9 · 10 · 11 · 12 · 13 · 14 · 15 · 16 · 17 · 18 · 19 · 20 · 21 · 22 · 23 · 24 · 25 · 26 · 27 · 28 · 29 · (30) · >>